# Mikroregion Dačicko
Mikroregion Dačicko je mikroregion v okresu Jindřichův Hradec, jeho sídlem jsou Dačice a jeho cílem je ochrana společných zájmů a zmnožení sil a prostředků při prosazování záměrů přesahujících svým rozsahem a významem účastnickou obec. Sdružuje celkem 23 obcí a byl založen v roce 2004.
K hlavním turistickým cílům na Dačicku patří v sídelním městě Dačice státní zámek a městské muzeum s expozicí o světovém prvenství ve výrobě první kostky cukru na světě, renesanční skvost město Slavonice, karmelitánský klášter v Kostelním Vydří, zámek nazývaný „Malá Hluboká“ v Českém Rudolci nebo dva evangelické kostely ve Velké Lhotě u Dačic, které jsou součástí unikátního Evangelického tolerančního areálu.

## Obce sdružené v mikroregionu
- Báňovice
- Budeč
- Budíškovice
- Červený Hrádek
- Český Rudolec
- Dačice
- Dešná
- Dobrohošť
- Heřmaneč
- Horní Meziříčko
- Horní Němčice
- Horní Slatina
- Hříšice
- Jilem
- Kostelní Vydří
- Peč
- Písečné
- Slavonice
- Staré Hobzí
- Studená
- Třebětice
- Volfířov
- Županovice